# Асютченко Анатолій Олександрович
Асютченко Анатолій Олександрович (1937) — відомий український шахтар, гірничий інженер, заслужений шахтар України, Герой Соціалістичної Праці, лауреат Державної премії України, нагородженого орденами Леніна, «Знак Пошани».

## Праці
- Асютченко, Анатолий Александрович. Новаторский взнос [Текст] : Из опыта работы передовой бригады : [Рассказ бригадира шахты им. газ. «Соц. Донбасс» произв. об-ния «Донецкуголь»] / А. А. Асютченко; [Лит. запись Н. А. Бондаря]. — Донецк : Донбас, 1978. — 24 с.
- Асютченко, Анатолий Александрович. Резервы роста добычи угля [Текст] : [Шахта им. газ. «Соц. Донбасс»] / А. А. Асютченко, Л. Л. Мордухович, Н. Ф. Шунькин. — Киев : Техніка, 1979. — 69 с. : ил.